# Нидервиршниц
Нидервиршниц (њем. Niederwürschnitz) општина је у њемачкој савезној држави Саксонија. Једно је од 69 општинских средишта округа Ерцгебирге. Према процјени из 2010. у општини је живјело 2.865 становника. Посједује регионалну шифру (AGS) 14521430.

## Географски и демографски подаци
Нидервиршниц се налази у савезној држави Саксонија у округу Ерцгебирге. Општина се налази на надморској висини од 420 метара. Површина општине износи 6,1 km². У самом мјесту је, према процјени из 2010. године, живјело 2.865 становника. Просјечна густина становништва износи 473 становника/km².